# 1683년
1683년은 금요일로 시작하는 평년이다.

## 연호
- 동녕(東寧) 영력(永曆) 37년
- 청(淸) 강희(康熙) 22년
- 일본(日本) 덴나(天和) 3년
- 후 레 왕조(後黎朝) 찐호아(正和) 4년

## 기년
- 동녕(東寧) 조왕 정극상(潮王 鄭克塽) 2년
- 류큐(琉球) 쇼테이왕(尚貞王) 15년
- 청(淸) 성조 강희제(聖祖 康熙帝) 22년
- 조선(朝鮮) 숙종(肅宗) 9년
- 후 레 왕조(後黎朝) 희종(熙宗) 8년

## 사건
- 1월 11일 - 이탈리아 시칠리아 섬의 에트나 화산 폭발. 6만여 명 사망.
- 6월 23일 - 윌리엄 펜이 펜실베이니아주의 레니 레나페 인디언과 우호 조약을 체결하다.
- 7월, 정씨왕국의 정극상이 투항함으로써, 청나라가 대만을 평정하였다.

## 탄생
- 3월 7일 - 제248대 로마의 교황 교황 클레멘스 13세. (~1769년)
- 9월 25일 - 프랑스의 작곡가 장필리프 라모. (~1764년)
- 11월 9일 - 조지 2세. (~1760년)
- 12월 19일 - 스페인 부르봉 왕가의 초대 국왕 펠리페 5세. (~1746년)

## 사망
- 1월 11일 - 조선의 제18대 국왕 현종의 정비 명성왕후. (1642년~)
- 7월 30일 - 프랑스 루이 14세의 왕비 마리테레즈 도트리슈. (1638년~)